# Parsonsfield (Maine)
Parsonsfield est une ville américaine située dans le Comté de York, dans le Maine. Selon le recensement de 2020, sa population est de 1 791 habitants. Parsonsfield comprend les villages de Kezar Falls, Parsonsfield et North, East et South Parsonsfield. Il fait partie de la zone statistique métropolitaine de Portland-South Portland-Biddeford, dans le Maine.